# Love Explosion (chanson)
Singles de Tina Turner
Sometimes When We Touch
(1979) Backstabbers
(1979)
Pistes de Love Explosion
Fool for Your Love
(2)
Love Explosion est une chanson de Tina Turner, issue de son quatrième album studio du même nom. Elle est sortie le 19 novembre 1979 en tant que premier single de l'album. Elle est sortie en Australie chez Interfusion et en Bolivie sur le label Ariola,. En Europe, elle figure en face B du single Music Keeps Me Dancin' sorti en Europe.

## Contexte
La chanson est enregistrée par Tina Turner aux studios Trident à Londres, au Royaume-Uni au cours de l'année 1979. La production de Love Explosion est assurée par Alec R. Costandinos, alors l'un des principaux producteurs du disco français. Après l'échec commercial du single ainsi que l'album, les maisons de disques United Artists Records et EMI se sont séparées d'elle.

## Accueil critique
Le critique et linguiste russe Georgui Starostine (en) écrit sur son site musical Only Solitaire que la chanson « contient une excellente guitare funky - générique, certes, mais les Bee Gees n'avaient même pas cela dans Saturday Night Fever ». Il ajoute que « la partie centrale instrumentale enjouée, avec des batailles d'appels et de réponses entre les guitares, les synthétiseurs et les cuivres, prolonge la chanson jusqu'à la longueur requise (près de sept minutes), mais ne semble guère déplacée ».
Les auteurs Alan Jones et Jussi Kantonen estiment que la chanson « avait une bonne mélodie, mais la voix de Tina n'était manifestement pas adaptée au genre [disco] ».

## Liste des pistes
| A. | Love Explosion   | 3:12 |
| B. | Sunset on Sunset | 3:36 |

| A. | Love Explosion   | 7:02 |
| B. | Sunset on Sunset | 3:35 |

## Crédits
Musiciens
- Tina Turner – chant
- Jean-Claude Chavanat – guitare
- Tony Bonfils – basse
- Bernard Arcadio – claviers
- André Ceccarelli – batterie
- Emmanuel "Manu" Roche – percussions
- George Young, Lawrence Feldman, Michael Brecker – saxophone ténor
- Lew Delgatto – saxophone baryton
- Barry Rogers, David Taylor, Tom Malone, Wayne Andre – trombone
- Alan Rubin, Randy Brecker – trompette
- George Marge – hautbois
- Arthur Simms, Stephanie de Sykes, Stevie Lange, Vicki Brown – chœurs
- The Pat Halling String Ensemble – violons
- Georges Rodi – synthétiseur, programmation

Production
- Alec R. Costandinos – production
- Mike Ross-Trevor, Scott Litt, Geoff Calver, Peter R. Kelsey – ingénieurs du son
- Raymond T. Knehnestky – arrangements